# Dženan Radončić
Dženan Radončić (2 de agosto de 1983, Plav, Montenegro) es un futbolista montenegrino que se desempeña como delantero.
Jugó para clubes como el Rudar Pljevlja, Partizán de Belgrado, Ventforet Kofu, Shimizu S-Pulse, Omiya Ardija, Oita Trinita y FK Mornar Bar.

## Trayectoria

### Clubes
| Club                    | País          | Año         |
| ----------------------- | ------------- | ----------- |
| FK Gusinje              | Montenegro    | 2000 - 2002 |
| Rudar Pljevlja          | Montenegro    | 2002 - 2003 |
| Partizán de Belgrado    | Serbia        | 2003 - 2004 |
| Incheon United          | Corea del Sur | 2004 - 2008 |
| Ventforet Kofu          | Japón         | 2007        |
| Seongnam FC             | Corea del Sur | 2009 - 2011 |
| Suwon Samsung Bluewings | Corea del Sur | 2012 - 2013 |
| Shimizu S-Pulse         | Japón         | 2013        |
| Omiya Ardija            | Japón         | 2014        |
| Oita Trinita            | Japón         | 2014        |
| FK Mornar Bar           | Montenegro    | 2015 - 2016 |